# José Horn Areilza
José Horn y Mendia de Areilza (Cagsana, província d'Albay, Filipines, 1880 -Bilbao, 30 de juliol de 1936) fou un polític i advocat basc.

## Biografia
Nasqué a les Filipines però el seu pare era de Vitòria i la seva mare de Bermeo. Va estudiar Dret a la Universitat de Deusto (1894-1900), on milità a les joventuts del Partit Nacionalista Basc, i després de llicenciar-se treballà com a advocat i com a professor de dret a la Universitat.
Amb el Partit Nacionalista Basc fou escollit alcalde de Bilbao el 1909, regidor d'Abando el 1911 i del 1913 al 1917, i diputat per Biscaia a les eleccions generals espanyoles de 1931, 1933 i 1936. Fou un dels nacionalistes bascs que signaren el, 25 d'octubre de 1918 una carta adreçada al president dels EUA Woodrow Wilson. El mateix any fou nomenat senador per Biscaia, i reclamà la creació d'una Universitat del País Basc. El 1932 fou nomenat president del Bizkai Buru Batzar del PNB.
Col·laborà també al diari Euzkadi, i com a advocat defensà militants nacionalistes com el director de la revista, Pantaleón Ramírez de Olano i Francisco Idiakez, per a qui aconseguí l'anul·lació de la condemna, malgrat l'oposició de juristes com Ángel Ossorio y Gallardo. Alhora, fou conseller del Banc Guipuscoà i de la Companyia Marítima Euskalduna (creada el 1927). A les Corts Espanyoles fou un dels principals oradors en defensa de l'Estatut d'Estella i el 1933 fou nomenat portaveu de la Minoria Basca. El 1935 fou Degà del Col·legi d'Advocats de Biscaia. Va morir d'un càncer cerebral poc després de començar la guerra civil espanyola.